# Sittelle bleue
Vous lisez un « article de qualité » labellisé en 2014.
Sitta azurea
Espèce
Synonymes
- Callisitta azurea (Lesson, 1830)
- Poliositta azurea (Lesson, 1830)
- Dendrophila flavipes Swainson, 1838
- Sitta flavipes (Swainson, 1838)

Statut de conservation UICN

 LC  : Préoccupation mineure
La Sittelle bleue (Sitta azurea) est une espèce d'oiseaux de la famille des Sittidae. C'est une sittelle de taille moyenne, mesurant 13,5 cm de longueur, et sans dimorphisme sexuel marqué. Cette espèce a une coloration très particulière et différente des autres membres de son genre : elle a la tête noire et les parties supérieures bleu sombre tirant plus ou moins sur le violet, avec les plumes des ailes bleu ciel bordées de noir. La gorge et la poitrine sont très blanches ou lavées de chamois, contrastant avec les parties supérieures et le ventre d'un bleu très sombre ; les sous-caudales sont généralement plus claires, bleu-gris ou violacées. Son écologie est mal connue, mais elle se nourrit de petits invertébrés trouvés sur les arbres ; la reproduction prend place d'avril à juin-juillet.
La Sittelle bleue se rencontre dans la péninsule Malaise et en Indonésie, sur les îles de Sumatra et Java ; elle y peuple les forêts au-dessus de 900 m d'altitude. Trois sous-espèces sont distinguées à travers son aire de répartition, différant notamment par la couleur du manteau, de la poitrine et du bas-ventre. La Sittelle bleue est proche des sittelles à becs rouges et jaunes (S. frontalis, S. solangiae et S. oenochlamys). Les effectifs de l'espèce ne sont pas estimés mais semblent solides et peu menacés en raison de l'étendue de la distribution de l'oiseau. Pour ces raisons, l'Union internationale pour la conservation de la nature considère l'oiseau comme de « préoccupation mineure ».

## Description

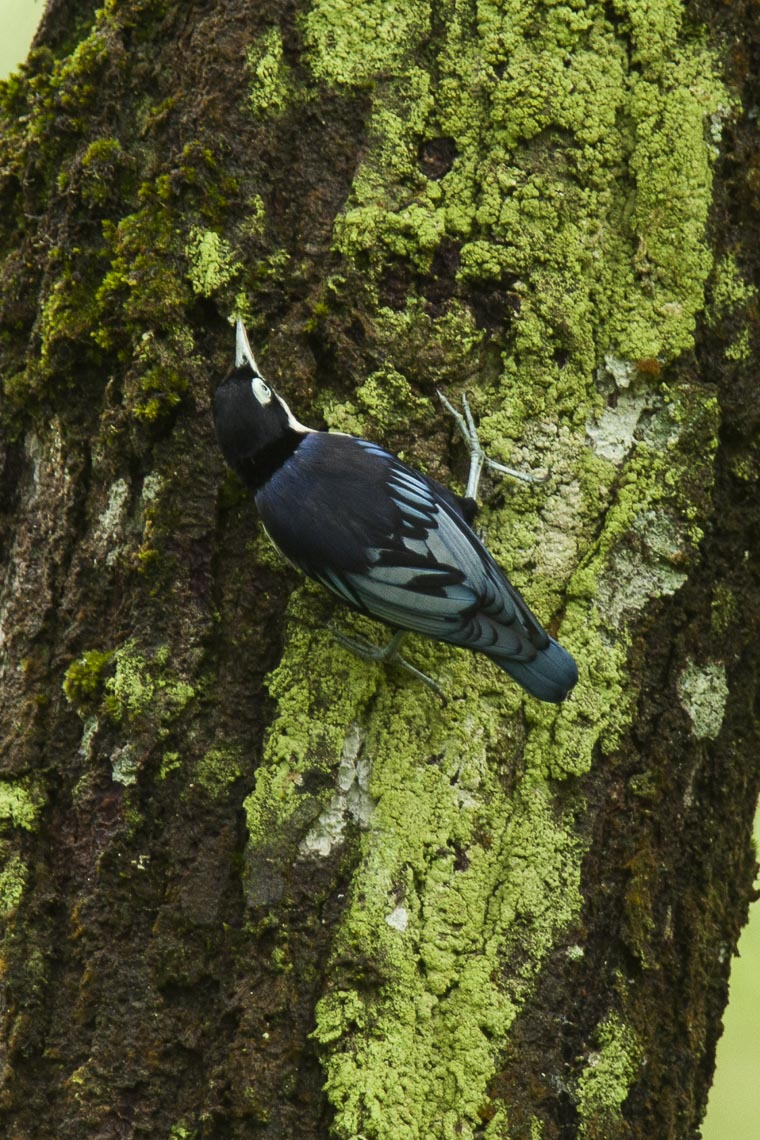
Individu de la sous-espèce S. a. expectata sur un tronc, à Fraser's Hill (Malaisie).

La Sittelle bleue a un plumage très distinctif mais, à moins d'excellentes conditions d'observation, elle paraît noirâtre avec une gorge et une poitrine blanches. La tête est noire, avec une assez grande zone de peau nue autour de l'œil, pâle, tirant vers un gris bleuâtre ou sur un blanc verdâtre. Les parties supérieures sont sombres, avec le haut du dos bleu foncé, tirant sur le violet chez certaines sous-espèces. Les plumes de vol sont bleu pâle en leur milieu, avec le bord noir, et tranchent de manière très visible avec le manteau sombre. La gorge et la poitrine sont blanches, plus ou moins lavées de chamois, notamment chez la sous-espèce S. a. nigriventer. Les plumes du ventre et du bas-ventre sont noirâtres, contrastant avec les sous-caudales bleu-gris ou violacées. Le bec est lavande, légèrement teinté de vert, et noir en son bout ; les pattes sont d'un bleu-gris pâle et les griffes ardoise ou noires.
Il n'y a pas d'important dimorphisme sexuel, mais Nagamichi Kuroda a avancé que la femelle avait les parties supérieures légèrement plus ternes que le mâle. Le juvénile est très semblable aux adultes, avec cependant la calotte et les parotiques plus ternes, teintées de brun, le ventre d'un noir terne et les couvertures sous-caudales aux bords et au bout blanc crème. Enfin, leur bec est noirâtre, avec la base plus ou moins rose peau. Les adultes connaissent une mue partielle avant la saison de reproduction (février-mars pour S. a. expectata et mars-avril pour S. a. azurea), et touchant la gorge, la poitrine et le manteau ; une mue complète a lieu après la saison de reproduction (mars-avril sur Java et août en Malaisie).
La Sittelle bleue est une sittelle de taille moyenne, mesurant 13,5 cm de longueur. L'aile pliée mesure 75-83 mm pour le mâle, 75-80 mm pour la femelle. La queue mesure 41-45 mm chez le mâle, 39,5-46 mm chez la femelle, le bec 16,1-17,6 mm et le tarse 15-18 mm. Le poids n'est pas connu, mais la Sittelle kabyle (S. ledanti), qui mesure également 13,5 cm de longueur, pèse entre 16,6 et 18 g.
La seule sittelle partageant son aire de distribution est la Sittelle veloutée (Sitta frontalis), dont la répartition englobe totalement celle de la Sittelle bleue mais ces deux espèces ne peuvent guère être confondues. La Sittelle veloutée a les parties supérieures uniformes et violacées, avec le front noir, le bec rougeâtre et un iris et un anneau oculaire jaunes.

Les trois sous-espèces de la Sittelle bleue et leurs caractères morphologiques distinctifs
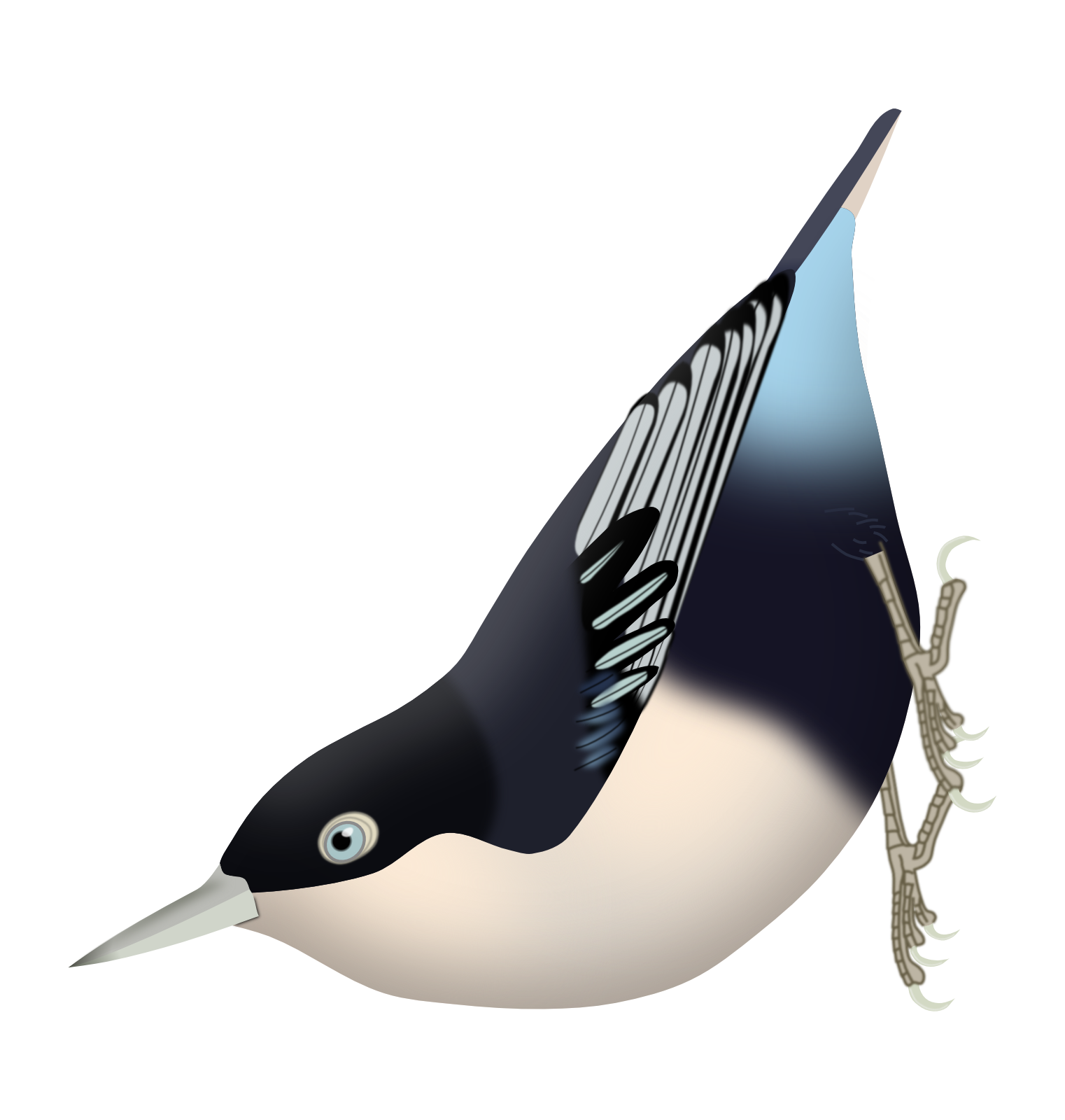
Sitta azurea expectata - noter les parties supérieures bleu sombre et les sous-caudales bleu azur.
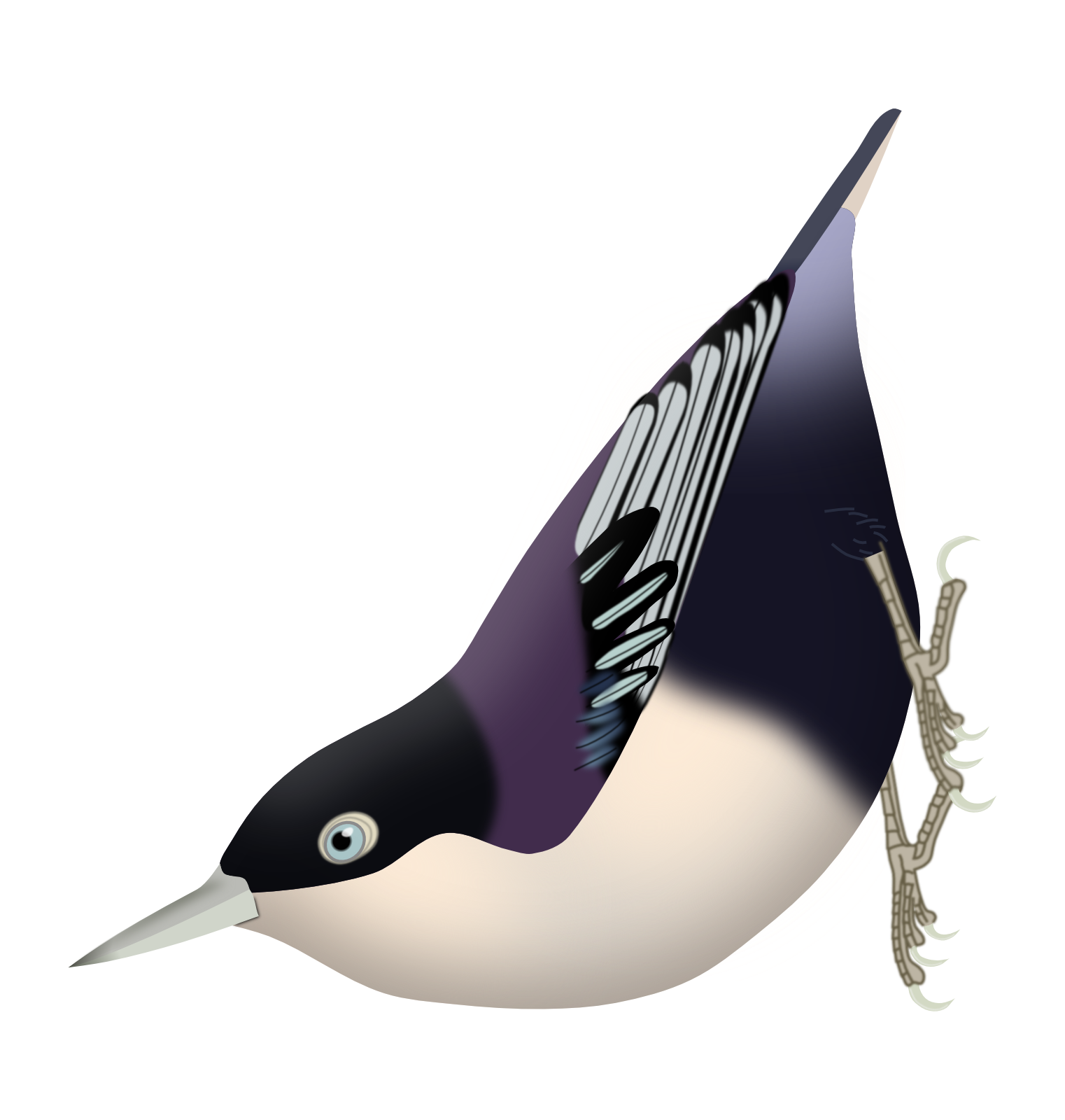
Sitta azurea azurea - noter les parties supérieures violacées et les sous-caudales violettes.
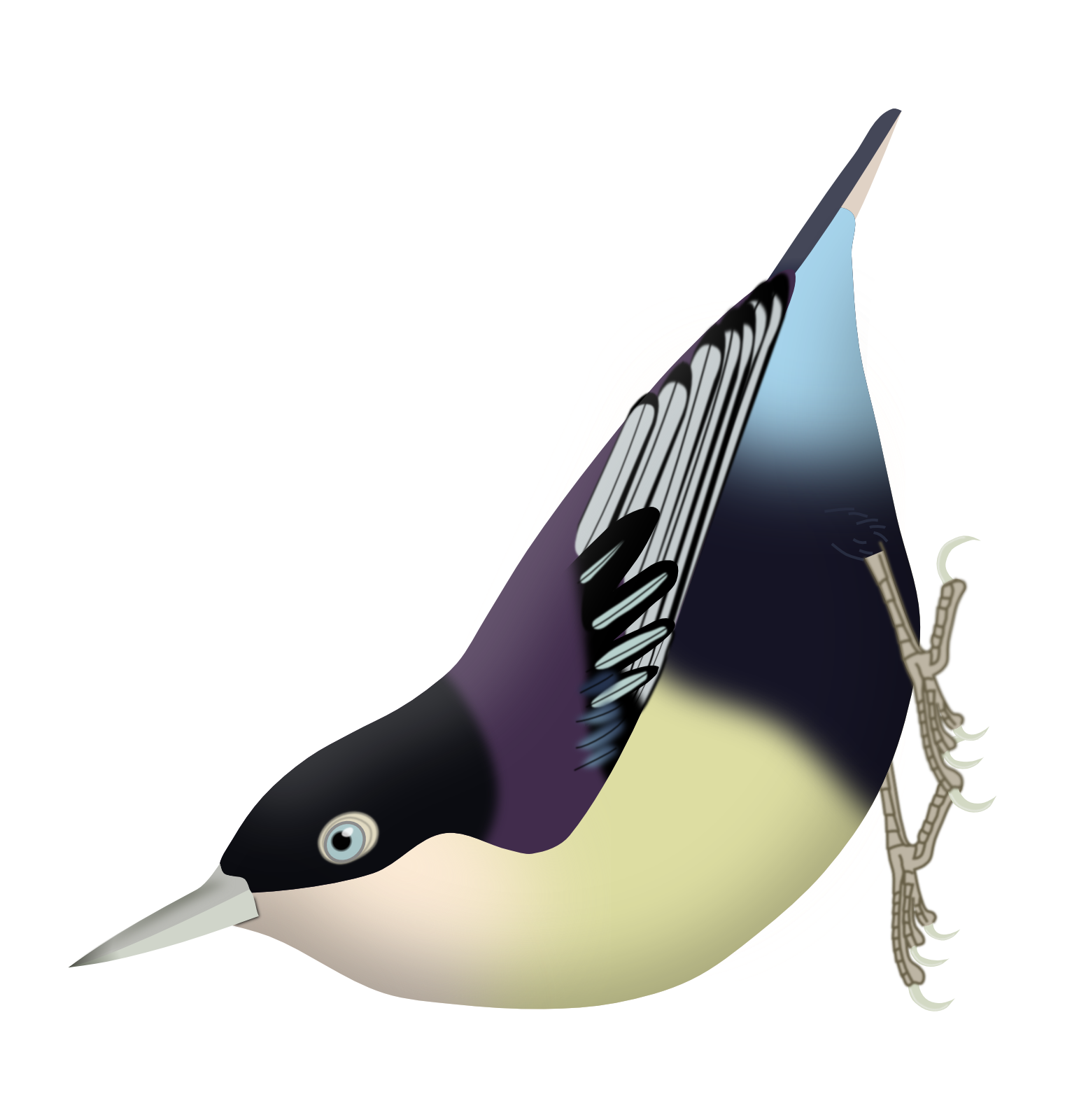
Sitta azurea nigriventer - noter les parties supérieures violacées, les sous-caudales bleu azur et le chamois du ventre.

## Écologie et comportement

### Voix
Le répertoire de la Sittelle bleue est assez varié ; il rappelle celui de la Sittelle veloutée (Sitta frontalis) et, dans une moindre mesure, de la Sittelle des Philippines (S. oenochlamys). Plusieurs cris d'appel sont répertoriés : un doux « tup » ou « tip », un « whit » sec, un « sit » sifflant et un « chit » énergique. Quand l'oiseau est excité, ces notes sont produites en séries courtes et rapides, comme « chi-chit », « chit-chit-chit » ou « chir-ri-rit ». La Sittelle bleue peut allonger ces séries qui deviennent alors un trille staccato « tititititititik » ou un cliquetis « tr-r-r-r-r-r-t ». Enfin, l'oiseau peut produire un grincement en « zhe » ou « zhe-zhe » et un « snieu » ou « kneu » nasal rappelant celui d'un jouet couineur.

### Alimentation
La Sittelle bleue est très active, évoluant toujours au moins à deux et souvent en petits groupes ou se mêlant très fréquemment à des volées mixtes d'alimentation. Elle se nourrit d'invertébrés ; on a notamment identifié dans son régime alimentaire des insectes des familles des Zopheridae (genre Trachypholis), des Elateridae, des Chrysomelidae (sous-famille des Eumolpinae) et des chenilles de lépidoptères, ainsi que des araignées. Elle trouve généralement ses proies dans la moitié supérieure des grands arbres, bien qu'elle puisse également prospecter des arbres plus petits. L'oiseau protège ses yeux de la pluie d'écorces et autres débris, qu'il pourrait rencontrer en prospectant sur les troncs, en contractant la peau nue autour de son œil, adaptation apparemment unique à cette espèce.

### Reproduction
La reproduction de la Sittelle bleue est mal connue. Le nid est fait dans un petit trou d'arbre, et la ponte compte trois à quatre œufs blanc sale ou d'une couleur chair pâle, lavés de gris lavande et densément tachetés de brun roux ; les œufs mesurent environ 19,3 × 13,4 mm. En péninsule Malaise, des juvéniles tout juste arrivés à maturité ont été observés fin juin ; sur l'île de Java, la saison de reproduction prend place d'avril à juillet et sur Sumatra un adulte nourrissant ses jeunes a été observé le 9 mai.

### Prédateurs
Rien n'est spécifiquement rapporté concernant les prédateurs de la Sittelle bleue, mais un individu a été vu se figer au passage d'un Aigle noir (Ictinaetus malaiensis) en prospection.

## Répartition et habitat

Distribution de la Sittelle bleue en Asie du Sud-Est.

Cette espèce vit dans la péninsule Malaise (dans l'extrême sud de la Thaïlande et dans le nord de la Malaisie) et en Indonésie (à Sumatra et à Java),. En Malaisie, elle se rencontre à Bukit Larut dans le sultanat de Perak, dans les monts Titiwangsa jusqu'au Hulu Langat au sud dans le Selangor, ainsi que sur certains massifs isolés, comme le Gunung Benom dans le sultanat de Pahang, le Gunung Tahan à cheval sur le Pahang et le Kelantan, dans le Gunung Rabong du Kelantan et dans le Gunung Padang du sultanat de Terengganu. Sur Sumatra, elle vit sur toute la chaîne du Bukit Barisan, depuis les Gayo Highlands (Aceh) et les Batak Highlands (Sumatra du Nord) au nord, et jusqu'au Dempo au sud.
La Sittelle bleue peuple le bas de l'étage montagnard. En Malaisie, on la trouve depuis 1 070 m jusqu'aux plus hautes altitudes (2 186 m) ; à Sumatra, elle est trouvée entre 900 et 2 400 m et entre 915 et 2 745 m sur Java. L'ornithologiste John MacKinnon rapporte que l'espèce peut se rencontrer, cependant rarement, dans les plaines de Java.

## Taxinomie
- clade statistiquement peu soutenu
  - 
    - 
      - Sittelle à tête brune (S. pusilla)
      - Sittelle pygmée (S. pygmaea)

    - groupe canadensis

  - 
    - Sittelle bleue (S. azurea)
    - 
      - Sittelle veloutée (S. frontalis)
      - Sittelle des Philippines (S. oenochlamys)

La Sittelle bleue est décrite en 1830 sous son nom actuel, Sitta azurea, par le naturaliste français René Primevère Lesson. L'ornithologue britannique William Swainson crée en 1837 le genre Dendrophila pour regrouper la Sittelle bleue avec la Sittelle veloutée (S. frontalis), mais ce nom tombe ensuite en désuétude. Dans le découpage en sous-genres du genre Sitta, peu utilisé, la Sittelle bleue est placée, seule, dans Sitta (Poecilositta) Buturlin, 1916. En 2006, l'ornithologue Edward C. Dickinson propose dans une révision des sittelles asiatiques d'éclater le genre Sitta, notamment pour les sittelles à becs rouges et jaunes (S. frontalis, S. solangiae et S. oenochlamys), et possiblement pour la Sittelle bleue, qui est extrêmement distincte des autres sittelles. Il décrit la morphologie de S. azurea comme « assez aberrante » ; seule la Sittelle superbe (S. formosa), qui a également les plumes des ailes bordées de couleur différente, pourrait vaguement en être rapprochée. Ce découpage n'est pas effectif, et Dickinson propose lui-même d'attendre qu'une étude moléculaire soit réalisée. En 2014, Éric Pasquet et al. publient une phylogénie fondée sur l'ADN nucléaire et mitochondrial de 21 espèces de sittelles ; la Sittelle bleue est rapprochée d'un clade regroupant la Sittelle veloutée (S. frontalis) et de la Sittelle des Philippines (S. oenochlamys), et probablement la Sittelle à bec jaune (S. solangiae), qui n'est cependant pas intégrée à l'étude. Ces quatre sittelles d'Asie tropicale seraient elles-mêmes groupe frère d'un clade regroupant le sous-genre Sitta (Micrositta) (aussi appelé « groupe canadensis ») et le groupe rassemblant la Sittelle à tête brune (S. pusilla) et la Sittelle pygmée (S. pygmaea).

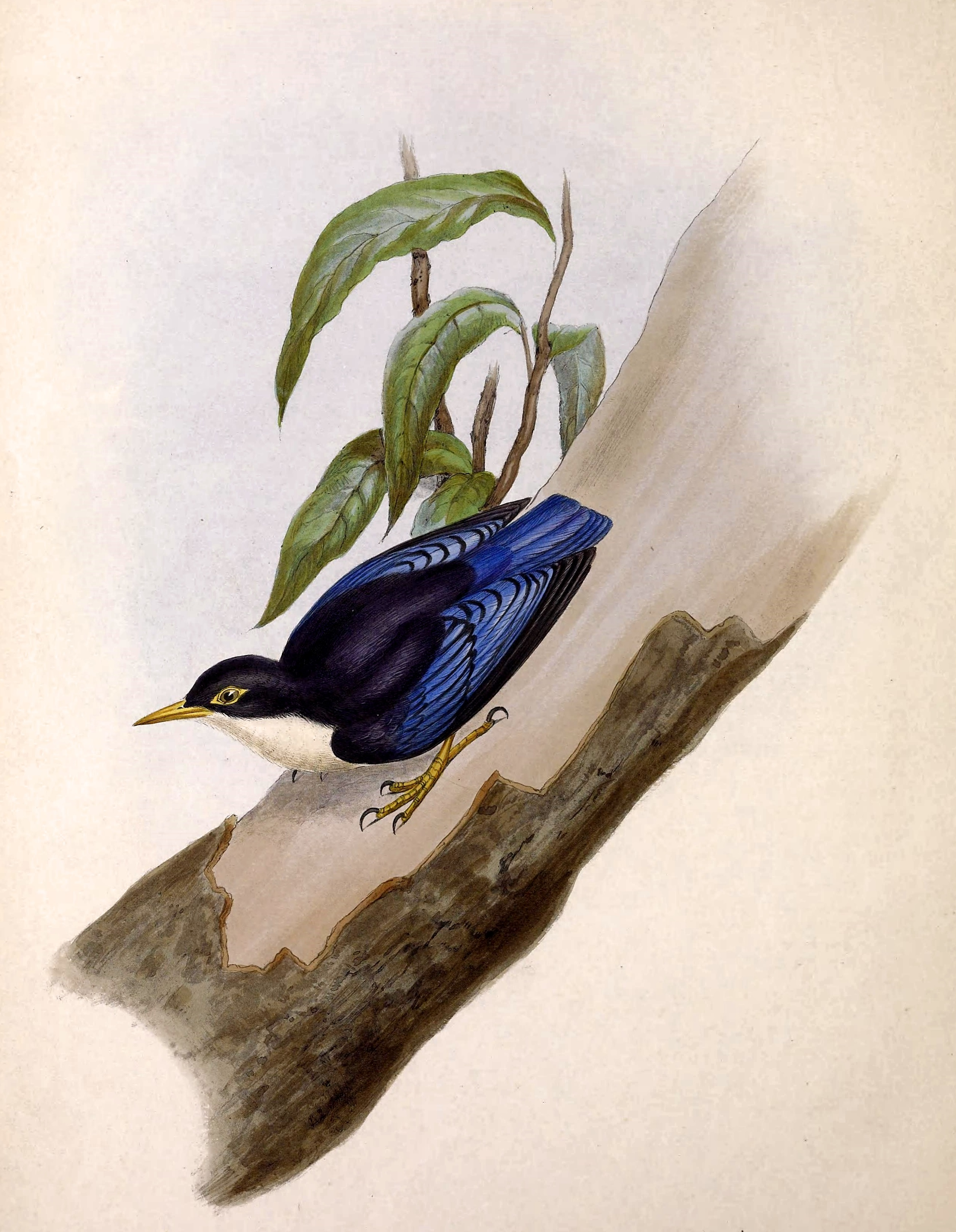
Dessin en couleur issu de l'ouvrage The Genera of Birds de George Robert Gray, et représentant l'oiseau décrit par William Swainson sous le nom de « Sitta flavipes », correspondant à la sous-espèce S. a. nigriventer de la Sittelle bleue.

Selon le Congrès ornithologique international et Alan P. Peterson il existe trois sous-espèces :
- S. a. expectata (Hartert, 1914), décrite en 1914 par l'ornithologiste allemand Ernst Hartert sous le nom de Callisitta azurea expectata depuis un holotype du Samangko Pass (Pahang)[17], vit en péninsule Malaise et sur Sumatra[10] ;
- S. a. nigriventer (Robinson & Kloss, 1919), décrite en 1919 par les zoologistes britanniques Herbert Christopher Robinson (en) et Cecil Boden Kloss sous le nom de Poliositta azurea nigriventer depuis un holotype du mont Gede[18], vit dans l'ouest de Java[10]. L'ornithologue britannique William Swainson avait cité cette sous-espèce sous le nom de Dendrophila flavipes en 1838, mais le nom n'ayant par la suite guère été utilisé, il peut être considéré comme un nomen oblitum (« nom oublié ») et c'est nigriventer qui est préféré[19] ;
- S. a. azurea Lesson, 1830, sous-espèce type de la description par René Primevère Lesson en 1830[12] d'un spécimen venant possiblement de l'Arjuno[18], vit dans le centre et l'est de Java[10].

## Menaces et protection
La Sittelle bleue est un oiseau commun sur Sumatra, notamment sur le Kerinci, et relativement commun en Malaisie et à Java. Elle jouit d'une aire de répartition très vaste, approchant les 361 000 km2 selon BirdLife International. Les effectifs ne sont pas estimés mais seraient importants, quoique vraisemblablement en déclin en raison de la destruction et de la fragmentation de son habitat. L'espèce est considérée comme de « préoccupation mineure » par l'Union internationale pour la conservation de la nature.